# Армия Чешской Республики
Армия Чешской республики (чеш. Armáda České republiky) — совокупность войск и сил Чешской Республики, предназначенных для защиты свободы, независимости и территориальной целостности государства. 
Состоят из сухопутных войск, военно-воздушных сил, сил специального назначения и управления информационных и кибернетических сил. Армия Чешской Республики вместе с Военной канцелярией Президента Чешской Республики и Замковой стражей составляют Вооружённые силы Чешской Республики.

## История
Армия Чешской Республики была создана в 1993 году, после распада Чехословакии и разделения Чехословацкой армии на армии Чехии и Словакии. В 1993 году чешские силы составляли 90 000 человек. В 1997 году их число сократилось до 65 000 в 11 боевых бригадах и ВВС, а в 1999 - до 63 601.
Парашютисты Чехии принимали участие в операции по эвакуации французской военной базы в Сербской краине в 1993 году.  
С 1994 года Чехия активно участвовала в программе НАТО «Партнёрство ради мира» (Partnership for Peace).
В первой половине 1990-х годов подразделения вооружённых сил Чехии участвовали в миротворческих операциях ООН на территории Югославии, чешский контингент действовал на территории Хорватии в составе сил UNPROFOR и UNCRO (потери составили 6 военнослужащих погибшими).
12 марта 1999 года года Чехия вступила в блок НАТО.
В 2002-2021 гг. Чехия принимала участие в войне в Афганистане.
Чехия принимает участие в войне в Ираке, в 2003 году правительство направило военный контингент в состав сил международной коалиции.
В 2004 году Чехия вступила в Евросоюз, обязательная военная служба была отменена, к 2005 году численность войск была сокращена до 35 тыс. человек.
С 2013 года Чехия участвует в миссии ЕС в Мали.

## Современное состояние
В 2018 год общая численность вооружённых сил составляла 23 200 военнослужащих и гражданских лиц, в начале 2022 года - 24,9 тыс. человек
- сухопутные войска: 13 тыс. человек (две мотомеханизированные бригады, пять полков, 14 территориальных командований и 14 пехотных подразделений резерва), 30 танков Т-72M4 CZ, 247 боевых машин пехоты (120 шт. БМП-2 и 127 шт. «Pandur II»), 34 бронемашины BPzV, 141 бронеавтомобиль (120 шт. «Iveco LMV» и 21 шт. «Dingo 2»), 14 БРЭМ (10 шт. VPV-ARV, VT-55A и 3 VT-72M4), шесть мостоукладчиков MT-55A, несколько бронемашин других типов (БТР «Титус», РХМ на базе БРДМ-2, БМР «Божена-5» и UOS-155), 98 орудий полевой артиллерии, 48 шт. 120-мм миномётов, а также 84-мм безоткатные орудия «Карл Густав» и ПТРК (9К111-1 «Конкурс», «Джавелин», «Spike-LR»)[8]
- ВВС: 5,85 тыс. человек, 14 истребителей «Грипен-C/D», 16 штурмовиков L-159, 13 транспортных самолётов (шесть L-410, четыре C-295M, два A-319CJ и один CL-601), 8 учебных самолётов L-159T1/2, 17 боевых вертолётов (семь Ми-24 и десять Ми-35), пять многоцелевых вертолётов Ми-17, 30 транспортных вертолётов (4 Ми-8, 16 Ми-171 и десять PZL W3A)[8]

## Организационная структура
С января 2020 года произошли изменения в структуре управления Армии Чехии.
| Стратегический командный уровень | - Генеральный штаб АЧР (чеш. Generální štáb AČR) |
| Операционный командный уровень   | - Оперативный штаб (чеш. Velitelství pro operace) |
|                                  | |
| Тактический командный уровень    | - Штаб сухопутных сил (чеш. Velitelství pozemních sil) - Штаб воздушных сил (чеш. Velitelství vzdušných sil) - Управление сил специального назначения (чеш. Ředitelství speciálních sil) - Штаб территориальных сил (чеш. Velitelství teritoria) - Штаб информационных и кибернетических сил (чеш. Velitelství kybernetických sil a informačních operací) - Учебное командование - Военная академия (чеш. Velitelství výcviku - Vojenská akademie) |